# دوروزنه‌ای
دوروزنه‌ای (نام علمی: Ditrysia) نام یک زیرراسته از زیرراسته ناهم‌رگه‌ها است.